# MegaFon

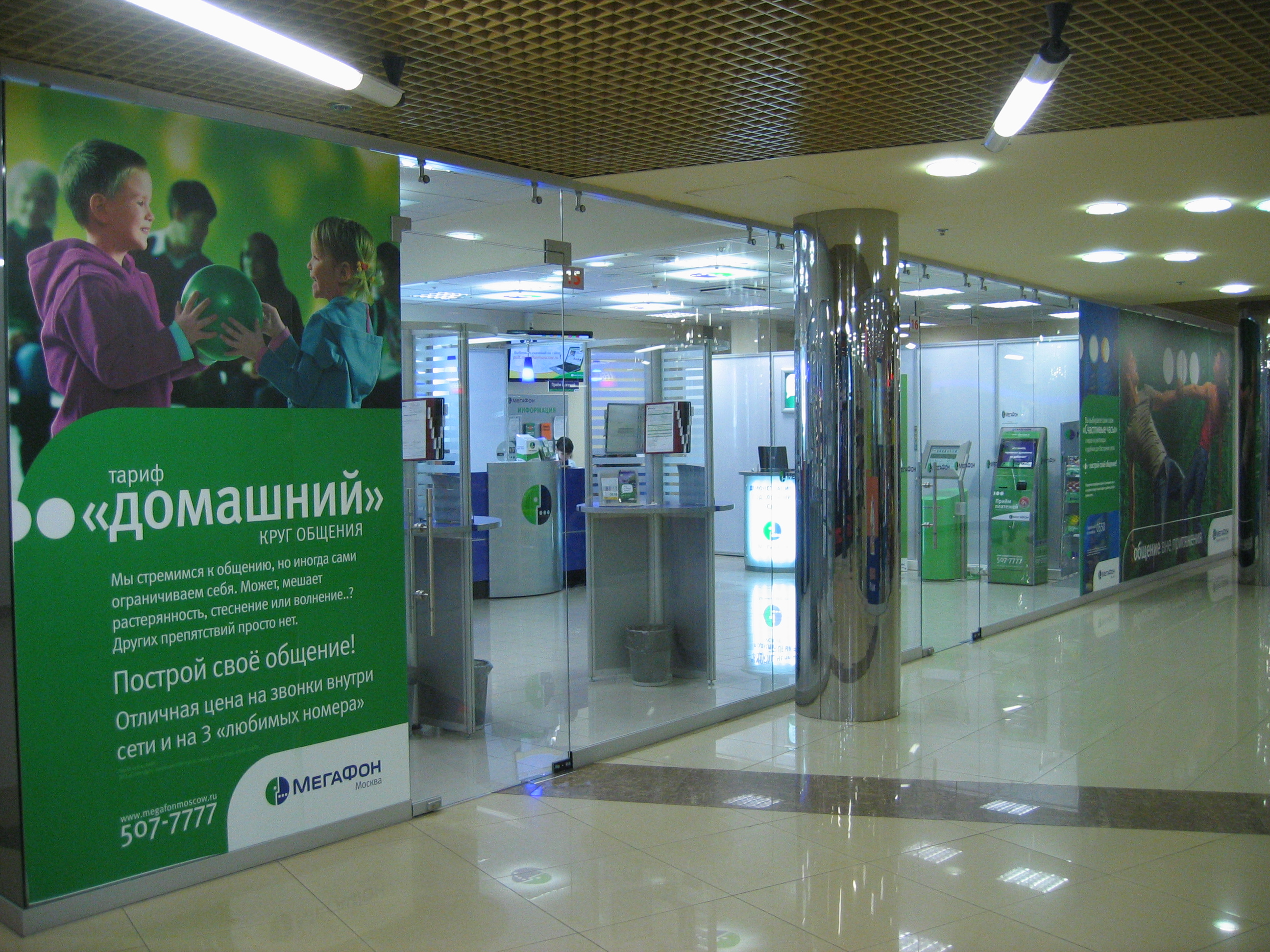
Ein MegaFon-Serviceladen in Moskau

MegaFon (russisch МегаФон) ist ein russisches Telekommunikationsunternehmen mit Hauptsitz in Moskau. Es gehört zu den führenden Mobilfunkdienstleistern des Landes im GSM-, UMTS- sowie 4G-Standard.
MegaFon wurde im Mai 2002 durch den Zusammenschluss mehrerer regionaler Mobilfunkanbieter gebildet. Von der Unternehmensform her ist es eine Aktiengesellschaft; die drei größten Anteilseignern sind die russische Holding Telekominvest (Телекоминвест, ≈ 32 %), der finnisch-schwedische Telekommunikationskonzern TeliaSonera (≈ 36 %) und die russische AlphaGroup (≈ 25,1 %). Nach den Ergebnissen von 2009 betrug der Unternehmensumsatz 181,9 Milliarden Rubel bei einem Reingewinn von 45,3 Milliarden Rubel. Die Kundenanzahl belief sich im November 2010 nach eigenen Angaben auf 55,79 Millionen. Das Unternehmen ist im RTS-Index an der Börse Moskau gelistet.
Die Gesellschaft gliedert sich innerhalb Russlands in mehrere Regionalfilialen, die jeweils als eigenständige Handelsmarken auftreten.